# جون كوبر (سياسي أمريكي)
جون كوبر (بالإنجليزية: John Cooper)‏ هو محامي وقاضي وسياسي أمريكي، ولد في 5 فبراير 1729، وتوفي في 1 أبريل 1785.